# Cratera da Terra de Wilkes

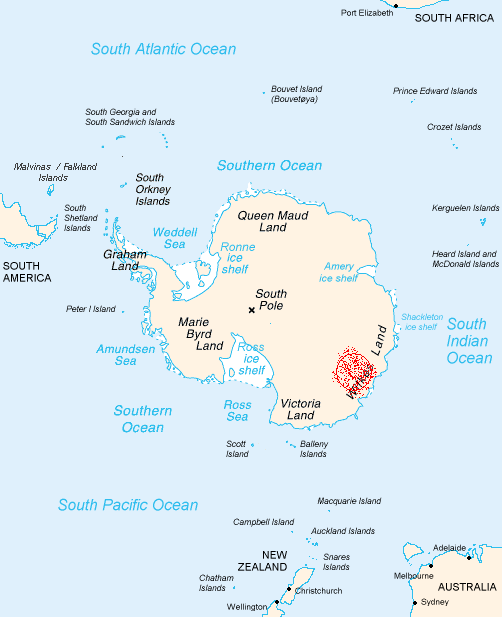
Cratera gigante de Wilkes Land

A Cratera da Terra de Wilkes é uma cratera hipotética situada na Terra de Wilkes na Antártida oriental sob um manto de gelo de 2 km de espessura. Confirmada a sua existência, seria a maior cratera de impacto conhecida na Terra, com aproximadamente 480 km de diâmetro. Cientistas da Universidade de Ohio, liderados por Ralph von Frese e pelo geólogo Laramie Potts fizeram em 2006 essa descoberta, eles contaram com dados do satélite Grace e com a ajuda de cientistas da NASA, Coreia do Sul e Rússia.
Desde de 2004 já havia suspeitas da existência dessa cratera; equipes fazendo prospecção de petróleo no sul Austrália retiraram amostras de rocha da região; baseado nessas amostras a equipe Luann Becker, da Universidade da Califórnia, descreveu a existência de uma grande cratera de impacto no litoral noroeste da Austrália.
Segundo os cientistas, um cometa de 45 km de diâmetro colidiu com a terra a 250 milhões de anos atrás; esse cataclismo foi tão gigantesco que causou a ruptura do continente gigante Gonduana que reunia a América do Sul, a África a Antártida e a Austrália; além de provocar a extinção de 90% das espécies viventes durante o período Permiano-Triássico, a maior extinção em massa conhecida.